# 比尔·詹姆斯 (赛艇运动员)
比尔·詹姆斯（英語：Bill James，1926年10月13日—2001年10月22日），新西兰男子赛艇运动员。他曾代表新西兰参加1950年大英帝国运动会赛艇比赛，获得男子四人单桨有舵手金牌。